# Новочеркасская государственная мелиоративная академия

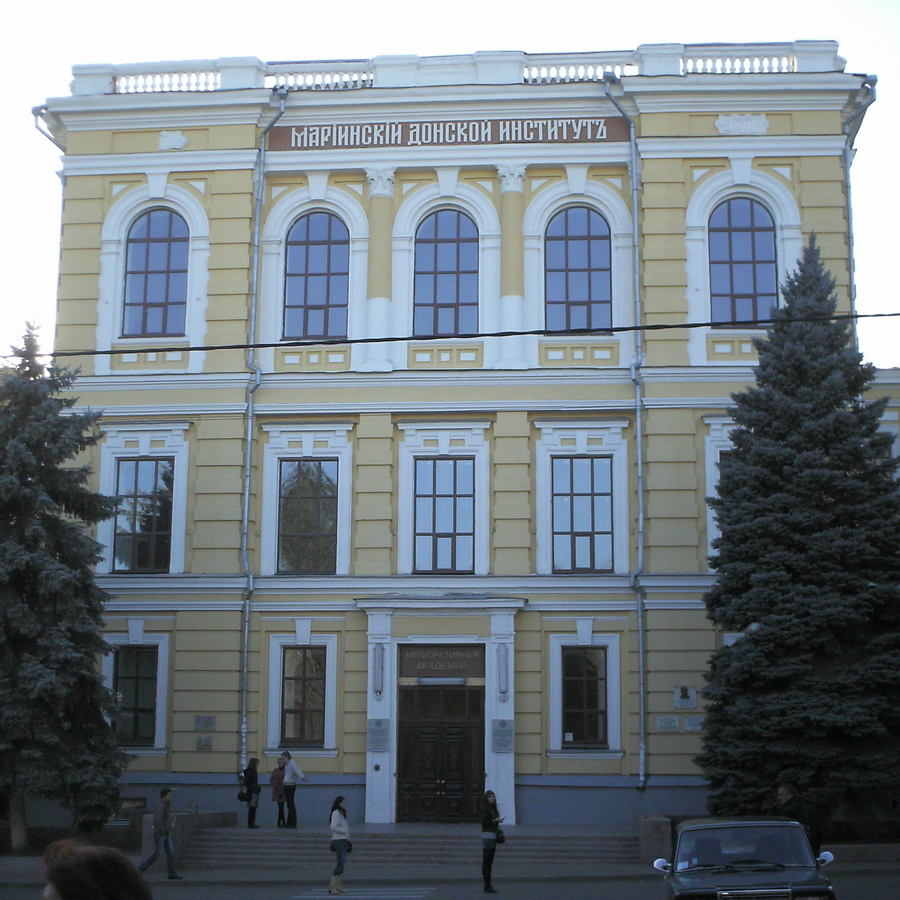
Главное здание Мелиоративной академии

Новочеркасская государственная мелиоративная академия — государственное высшее образовательное учреждение, расположенное в городе Новочеркасске Ростовской области. Прежнее название ВУЗа: «Новочеркасский инженерно-мелиоративный институт» (НИМИ). ВУЗ награждён орденом «Знак Почёта».

## История
Более, чем 100-летняя история ВУЗа, включает следующие страницы его становления:
- В 1907 году в Новочеркасске открылся «Донской политехнический институт» (ДПИ), в состав которого входил инженерно-мелиоративный факультет, который положил основу Новочеркасской государственной мелиоративной академии.
- В 1912 году инженерно-мелиоративный факультет переименовывается в сельскохозяйственный, с разделением на инженерно-мелиоративное и агрономическое отделения.
- Осенью 1918 года произошло разделение сельскохозяйственного факультета ДПИ на инженерно-мелиоративный и собственно факультет сельского хозяйства.
- В 1922 году на их основе был создан Донской институт сельского хозяйства и мелиорации.
- В 1930 году он стал называться Северо-Кавказский институт водного хозяйства и мелиорации.
- В феврале 1933 года на базе Северо-Кавказского Краевого института водного хозяйства и мелиорации был создан Новочеркасский инженерно-мелиоративный институт.
- Во время Великой Отечественной войны институт был эвакуирован на Алтай.
- В 1997 году Приказом Минсельхозпрода РФ от 16 апреля 1997 г. N 186 Новочеркасский инженерно-мелиоративный институт был переименован в Новочеркасскую государственную мелиоративную академию.
- В 2013 году Приказом Минсельхоза России № 319 от 28.08.2013 г. Новочеркасская государственная мелиоративная академия была реорганизована в форме присоединения к Донскому государственному аграрному университету.[1]

Главный корпус НГМА находится в здании бывшего Донского Мариинского института благородных девиц (образован в 1853 году). При нём была устроена домовая церковь во имя св. Марии Магдалины. В 1887—1891 было построено новое здание Донского Мариинского института по проекту архитектора Гёдике. Храм находился в центральной части здания. Сейчас в бывшем храме находится аудитория «Новочеркасской государственной мелиоративной академии».

### Памятные доски
На главном корпусе ВУЗа имеются памятные доски, установленные выдающимся выпускникам: Вдовенко В. К., Габову Н. Н., Калганову И. П., Клименко И. И., Кортунову А. К., Скибе М. М. и Шумакову Б. А.

## Деятельность
За свою деятельность ВУЗом было подготовлено более 35 тысяч специалистов. Из стен учебного заведения вышли 26 заслуженных деятелей науки и техники, 78 заслуженных работников отраслей, множество руководителей мелиоративных организаций страны.
Для обучения по 12 специальностям в НГМА ежегодно принимаются 950 первокурсников. Всего по очной и заочной формам обучения высшее образование в академии получают свыше 6500 студентов. Сегодня Новочеркасская государственная мелиоративная академия — это 37 кафедр, 335 научно-педагогических работников, в числе которых 47 докторов наук, профессоров, 158 кандидатов, 35 академиков Российской и зарубежных академий.
Академия не имеет военной кафедры. Имеется общежитие для студентов, работают подготовительные курсы.

### Ректоры
- 1962—1965 годы — Ладан, Пантелеймон Ефимович
- 1965—1985 годы — Степанов, Павел Михайлович
- 1985—1987 годы — Денисов, Владимир Викторович
- 1988—1994 годы — Сенчуков, Герман Александрович
- 1994—2002 годы — Шкура, Виктор Николаевич
- 2002—2013 годы — Бараников, Анатолий Иванович
- 2014 год — Михеев, Павел Александрович
- 2014—2020 годы — Клименко, Александр Иванович
- с 2020 года — Фёдоров, Владимир Христофорович

### Факультеты и специальности
- Инженерно-мелиоративный:
  - Мелиорация, рекультивация и охрана земель
  - Инженерные системы водоснабжения, обводнения и водоотведения
  - Комплексное использование и охрана водных ресурсов
  - Природоохранное обустройство территорий
  - Гидротехническое строительство
- Механизации:
  - Машины и оборудование природообустройства и защиты окружающей среды
- Лесохозяйственный:
  - Лесное и лесопарковое хозяйство
  - Садово-парковое и ландшафтное строительство
- Землеустроительный:
  - Землеустройство
  - Земельный кадастр
- Экономический:
  - Экономика и управление на предприятии (по отраслям)
  - Экономика и управление аграрным производством
- Социальной работы и профессионального обучения:
  - Социальная работа
  - Профессиональное обучение
  - Сервис
- Менеджмента:
  - Менеджмент
  - Профессиональное обучение

## Выпускники и работники НИМИ-НГМА
- Абдулбасиров, Магомедтагир Меджидович — российский политический деятель, депутат Государственной думы РФ 1-го созыва.
- Вдовенко, Владимир Кириллович — Герой Советского Союза.
- Габов, Николай Николаевич — Герой Советского Союза.
- Григоров, Михаил Стефанович — академик РАСХН, доктор наук, профессор.
- Гусейнов, Хамзат Микаилович — заместитель министра внутренних дел Чеченской Республике по экономической безопасности.
- Дугин Александр Гельевич — советский и российский философ, политолог, переводчик, социолог и общественный деятель.
- Иванов, Александр Иванович — ректор Бурятской государственной сельскохозяйственной академии (1939—1941).
- Калганов, Иван Прокофьевич — Герой Советского Союза.
- Кардаш, Виктор Алексеевич — доктор экономических наук, профессор, видный экономист-математик.
- Клименко, Иван Иванович — Герой Советского Союза.
- Колганов, Александр Васильевич — доктор технических наук, профессор, бывший заместитель Министра сельского хозяйства Российской Федерации.
- Кольжанов, Николай Борисович — Глава Каменского района Ростовской области.
- Кортунов, Алексей Кириллович — министр нефтяной и газовой промышленности СССР, Герой Советского Союза.
- Косиченко, Юрий Михайлович — доктор технических наук, профессор, Заслуженный деятель науки и техники Российской Федерации, эксперт РАН.
- Кружилин, Иван Пантелеевич — академик РАСХН, доктор наук, профессор.
- Лапшенков, Вячеслав Степанович — д.т. н., профессор
- Некрасов, Владислав Сергеевич — бывший начальник объединения «Ставропольводстрой».
- Ольгаренко, Владимир Иванович — доктор технических наук, профессор, член-корреспондент РАСХН.
- Петров, Владимир Иванович — академик РАСХН, доктор наук, профессор, Лауреат Государственной премии СССР.
- Скиба, Михаил Матвеевич — видный учёный в области гидравлики, доктор технических наук, профессор.
- Шумаков, Борис Аполлонович — действительный член ВАСХНИЛ, Герой Социалистического Труда.
- Шумаков, Борис Борисович — доктор технических наук, профессор, академик ВАСХНИЛ, видный учёный в области гидротехники и мелиорации.
- Щедрин, Вячеслав Николаевич — академик РАСХН, доктор наук, профессор.